# Admiral Zaharov (rušilec)
Admiral Zaharov (rusko Адмирал Захаров) je bil raketni rušilec razreda Fregat Ruske vojne mornarice. Bil je del 183. brigade protipodmorniških ladij Tihooceanske flote v Vladivostoku. Poimenovan je bil po admiralu Mihailu Nikolajeviču Zaharovu. Njegov gredelj je bil položen 16. oktobra 1981 v Ladjedelnici Jantar, splavljen je bil 4. novembra 1982, v uporabo pa je bil predan 30. decembra 1983. Razvoj projekta 1155 Fregat se je začel v Severnem projektno-konstruktorskem biroju leta 1972 pod vodstvom glavnih konstruktorjev Nikolaja Pavloviča Soboljeva in Vasilija Pavloviča Mišina.
Leta 1987 je opravil prehod z Baltskega morja na Tihi ocean in na poti obiskal Angolo, Mozambik, Sejšele in Bombaj v Indiji.
Leta 1988 je spremljal letalonosilko Novorossijsk na obisku v Vonsanu v Severni Koreji.
Leta 1989 je opravil bojno patruljiranje v Perzijskem zalivu in spremljal osem konvojev ladij.
V letih 1990 in 1991 je bil začasno nameščen v ruskem pomorskem oporišču Kamran v Vietnamu in opravljal bojno patruljiranje v Južnokitajskem morju.
17. februarja 1992 je med vračanjem v Vladivostok prišlo do eksplozije plinske turbine. V eksploziji je umrl en član posadke, pet pa je bilo hospitaliziranih. Gašenje požara je trajalo 30 ur. Ker je bila strojnica uničena, je bilo ocenjeno, da remont ladje ni smotrn. Leta 2002 je bil upokojen in pozneje razrezan.